# Ananjinokulturen

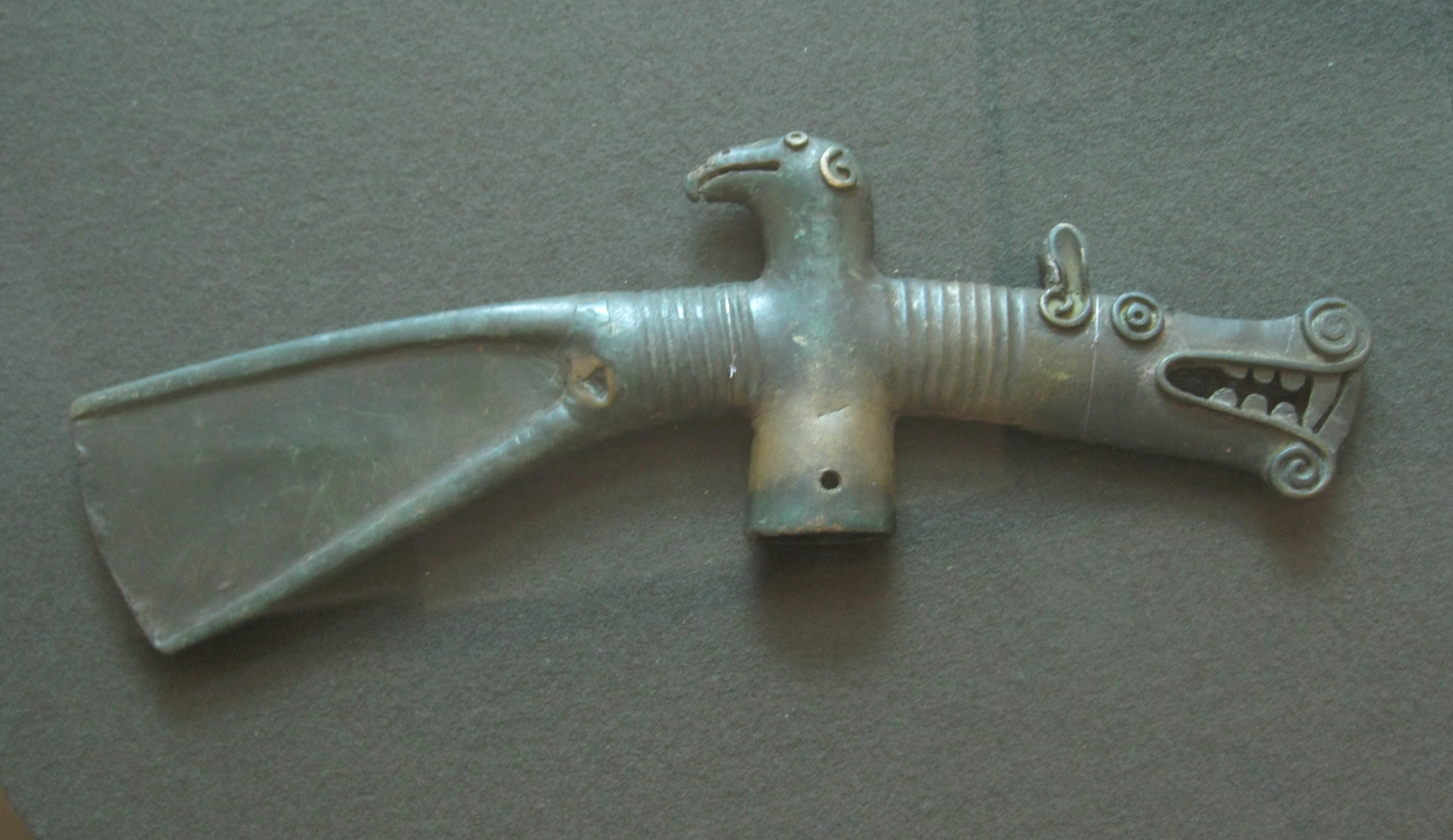
Yxa; från 7:e-5:e århundradet f. Kr.; brons; Nationalmuseum i Republiken Tatarstan (Kazan, Ryssland)

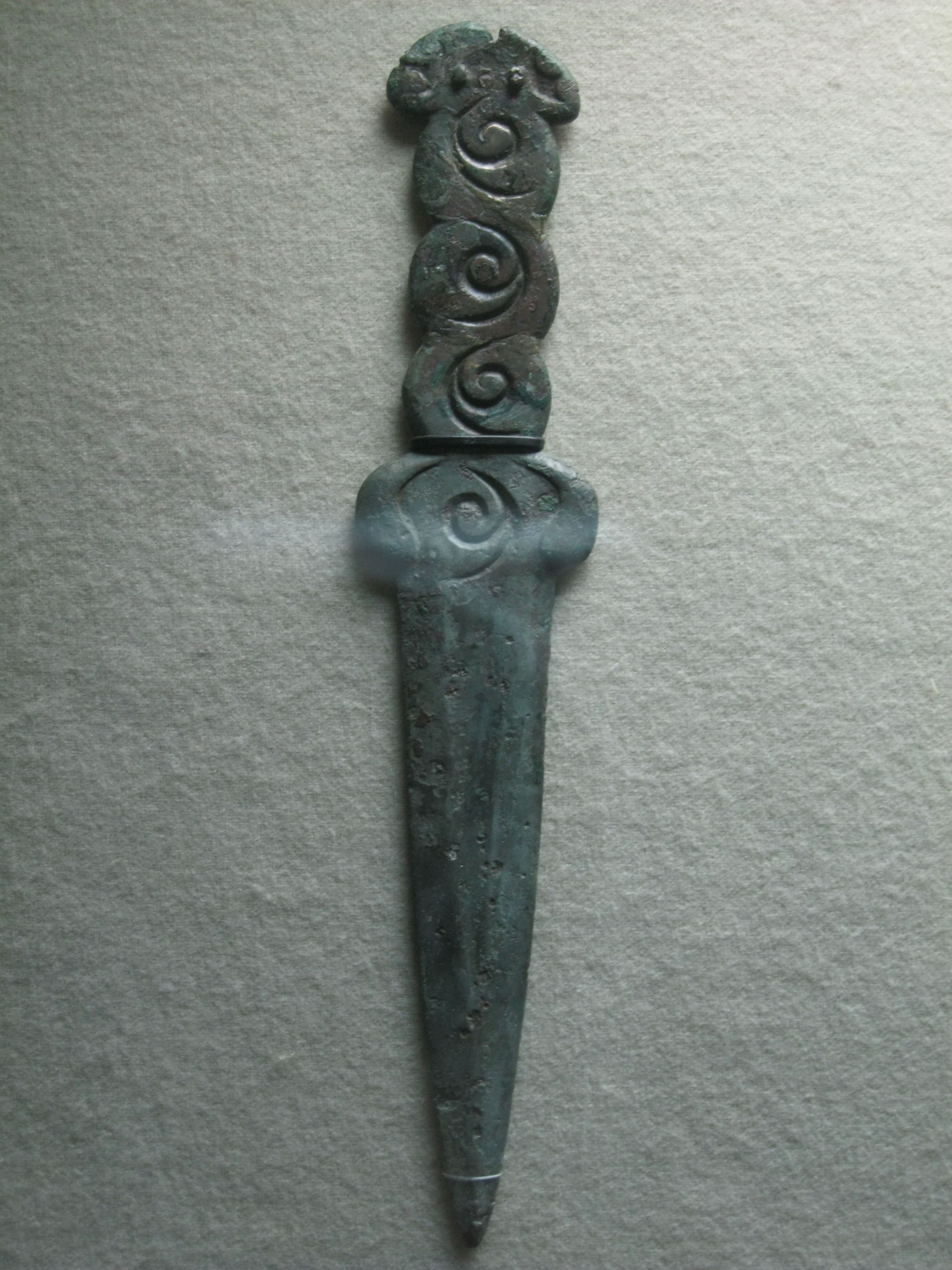
Kniv; från 5:e århundradet f.Kr.; brons; Nationalmuseum i Republiken Tatarstan

Ananjinokulturen var en arkeologisk kultur i mellersta/norra Ryssland, kring floderna Volga och Kama, under tidig järnålder, cirka 800-200 f.Kr. Folket var troligen finsk-ugriskt. Namnet kommer av en by, Ananjino (ryska Ананьино) nära staden Jelabuga i nuvarande Tatarstan där ett gravfält, upptäcktes  och utgrävdes av P. V. Alabin och I. V. Shishkin 1858. Kulturen fanns från slutet av 700-talet till andra århundradet f.Kr. i nuvarande Tatarstan, Ryska federationen. 
Ananjinokulturen datering är osäker och dateringar som 700/600–200 f.Kr. förekommer, men dateringsfrågan är komplicerad och flera forskare har ansett att dateringen bör flyttas bakåt i tiden. Vissa kulturgrupper på stäpperna i södra Ryssland har flyttats bakåt i tiden på senare tid. Ananjinokulturens datering hänger samman med importföremål från dessa kulturer. I Volgaområdet och vid nedre Kamaområdet försvinner kulturen tidigt under 600-talet f.Kr. medan den lever kvar till andra århundradet i andra områden. 
Utbredningsområdet för kulturen är kring mellersta Volga från bifloden Vetluga till staden Uljanovsk och Kamas flodområde. I sydost sträcker sig kulturen längs den nedre delen av floden Kama, från mynningen upp till staden Basjkir. Inom Volga-Kama-området och längre norrut sträcker sig kulturen till Petjora-floden och de subarktiska Uralbergen.

## Forskningshistoria
Den ryske forskaren Tjizjevskij har delat upp hur kunskapen har växt om Ananjinokulturens begravningsskick i tre faser. Den första fasen var undersökningarna av ananinogravfältet 1859. Nästa fas var från 1880-talet till 1927. På dessa 47 år undersöktes 300 gravar på tio olika gravfält, men även utgrävningar av befästa så kallade gorodishche på höjderna ägde rum samtidigt. Från 1927 till nutid är den tredje fasen. På 1930-talet förändrades arkeologin i Sovjetunionen med framför allt bättre fältdokumentation. Det var på 1930-talet A. V. Zbrujeva började forska i områdets arkeologi. 1952 var Zbrujevas monografi om ananjinokulturen klar. Den ryska titeln var Istorija Naselenija Prikamja v Ananinskuju Epochu, eller på svenska Befolkningens historia vid Kamafloden under ananjinoepoken. I boken daterar Zbrujeva ananjinokulturen till 800–300 f.Kr. Zbrujeva delar kulturen i tre olika faser: den äldre 800–500 f.Kr., mellanfasen 500–400 f.Kr. och den sista fasen 400–300 f.Kr. Boken har en karta över de fornlämningar som då var kända i området kring Volga-Kama. Huvuddelen fanns i områdets östra delar. I väster var bara några få fornlämningar markerade. Tre bosättningar (befästa så kallade goradishche) var utprickade i det västra området. 1952 var de stora gravfälten ännu inte undersökta. Tolkningarna i Zbrujevas bok bygger alltså inte på fynden från de västra delarna av bosättningsområdet.

## Spåren av kulturen
Fynden kan indelas i obefästa boplatser, befästa bosättningar och gravfält.

### Boplatser
De tidiga bosättningar av Ananjinokulturen var obefästa och var belägna på både högre och lägre terränglägen vid de stora floderna. Från sjunde århundradet f.Kr blev nästan alla bosättningar befästa med vallar och vallgravar och lades högt i terrängen.
På boplatserna och i fästningarna hittades rester av timmerbostäder (10×5 m-12×4 m). I Konetsgor-bosättningen hittades långa hus uppdelade i sektioner med härdar placerade utmed husets längdaxel. Befolkningen livnärde sig på boskapsuppfödning och jordbruk samt jakt och fiske. Järntillverkning och annat metallhantverk, som bronsgjutning och smide var välutvecklat. Textiltillverkning med vävning, spinning, och dessutom ben- och läderarbeten och tillverkning av keramik. Typisk keramik är rundbottnad med intryck av stämplar och gropar och snördekorationer. I bosättningarna finns många benredskap, främst för jakt och fiske, som pilspetsar i olika former, harpuner, och hackor. I västra delarna av kulturens område hittas så kallad textilkeramik vilket har tolkats som att det har invandrat människor till gruppen från regionen Volga-Oka.

### Gravar
Begravningsplatser har hittats på båda sidor om floderna ofta där biflöden ansluter till huvudfloderna. De gravlagda lades i ett utsträckt läge på ryggen. Ofta hittas spår av eldar som var en del av gravritualen men de gravlagda är inte brända. Gravplatserna består av så kallade Kurganer och är ibland mycket omfattande. Den övre Akhmylov-gravplatsen innehöll mer än 1100 begravningar. De tidigaste gravarna hade upprätta stenar med avbildningar av vapen vid sidan av graven. På 600- eller 500-talet f.Kr. ersattes de med stenar ovanför gravarna, ibland med mansbilder med eller utan vapen. Kroppsbegravningar i grävda gropar, ofta täckta med timmerkammare dominerar. Enskilda begravningar var dominerande, men kollektiva gravar fanns i form av dubbelgravar, återbegravningar av kroppsdelar och partiella begravningar, begravningar av enbart skallar är också kända. Begravningar åtföljdes i vissa fall av offer, mest hästdelar för män och nötkött för kvinnor och olika andra föremål, inklusive lerkärl. I de manliga gravarna finns vanligtvis vapen och arbetsredskap inklusive spjut, holkyxor, svärd, dolkar, pilspetsar, kilar och ornament. I kvinnogravarna finns smycken som armband, halsringar, uppsättningar av hängen och rörpärlor fastsatta på ett läderpannband. 
I gravarna har man funnit spår av skilda trosföreställningar hos befolkningen. Två olika kulter har präglat Tatarstan under tidig järnålder. En av dessa har anknytning söderut till Kaukasus och Iran och är representerad av föremål som kommer från dessa områden. Den andra traditionen har anknytning till schamanistiska traditioner från taigans skogsområden.
Akozinogravfältet nära Volgafloden hittades 1952 och omkring 100 gravar undersöktes 1956 till 1972. Achmylovogravfältet var mycket större med över tusen gravar undersökta 1962–1977. Detta gravfält hade också dubbelgravar, kollektivgravar och kammargravar liknande dödshus. Den vanligaste gravtypen var ensamgravar med den döde i ryggläge. I boken Volzjskije Ananintsy redovisar V. S. Patrusjev och A. Ch. Chalikov fynden på Achmylovo-gravfältet. En artikel av Meinander gjorde fältet känt för svensk arkeologi. Området har många gravfält och åren 1938–2001 undersöktes 43 gravfält men de var olika stora från 2 gravar till över 900 gravar. Mest kända är gravfälten Akozino, Novomordovskij, Zujevskij, Achmylovo och Persjinskij. 
Det finns likheter i gravskicket över hela området men även skillnader. Ananjinokulturen har delats i flera oberoende subkulturer: akozinokultur, ananjinokultur med snörkeramik och ananjinokultur med kam- och snörkeramik. Den ryske forskaren Tjizjevskij menar att dessa olika grupper varit olika etniska grupper inom området. 
Gravfälten saknar ofta markering ovan mark och ligger ofta lokaliserade nära floder och på höjdlägen. De döda har gravlagts i ovala eller rektangulära gropar med nedre extremiteter närmast floden. Man har antagit att det har funnits små dödshus av trä på gravarna på grund av vissa fynd. Även resta stenar med avbildningar har hittats.

### Flera samtida materiella kulturer
Under den tidiga perioden fanns verktyg och vapen av brons och järn samtidigt med pilspetsar och skrapor av flinta. Ananjinokulturen var starkt influerad av Colchian-Koban-kulturerna i Kaukasusregionen, skyterna i söder och de östliga nomadkulturerna på de eurasiska stäpperna. Särskilt betydelsefulla var kopplingarna mellan Ananjinobefolkningen och Kaukasuskulturerna, som är representerade med många därifrån importerade produkter. De tekniska metoder för järnbearbetning har hämtats från de kaukasiska traditionerna.

## Språk
Ananjinokulturens befolkning talade troligen ett finsk-ugriskt språk. I nordöstra delen av Volgas flodområde bildades de så kallade protopermiska språken och i dess västra del fanns stammar av Volgafinnar. Det fanns inga Ananjinoimpulser till norra Dvina och Vita havet. Bjarmer, kareler och möjligen vepser förmodas ha härstamning från kulturen.